# 賀有年
賀有年（15世紀—16世紀），字天錫，陝西西安府臨潼縣人，明朝政治人物。

## 生平
賀有年是弘治八年（1495年）的舉人，授鄖陽通判，捕盜賊、撫瑤族、修學校、均賦役，改任廣平通判，廣平境內多流寇，上級嚴厲要求督捕，地方因此多誣陷，他釋放無辜者，百姓獲得倚靠，再調東昌通判，陞兗州同知，疏通河流保護當地運河。

## 引用
1. 1 2  乾隆《臨潼縣志·卷七·人物》：賀有年，省志（云）有年字天錫，宏治舉人，通判鄖陽府，清盜平猺，修學均賦，尋補廣平，境內多盜，憲司嚴督檄督捕，他邑多誣陷，有年開釋無辜，百姓恃以不枉，既而同知兗州府，疏諸泉源隄防運河漕輓以濟。
2. ↑  乾隆《臨潼縣志·卷六·選舉》：鄉科 明……宏治八年乙卯科……賀有年 中北里人，詳人物
3. ↑  嘉慶《東昌府志·卷十五·職官一》：通判……賀有年 臨潼舉人，嘉靖三年任